# Richgrove
Richgrove és una concentració de població designada pel cens dels Estats Units a l'estat de Califòrnia. Segons el cens del 2000 tenia 2.723 habitants.

## Demografia
Segons el cens del 2000, Richgrove tenia 2.723 habitants, 561 habitatges, i 521 famílies. La densitat de població era de 2.236,9 habitants/km².
Dels 561 habitatges en un 69,3% hi vivien nens de menys de 18 anys, en un 71,3% hi vivien parelles casades, en un 14,4% dones solteres, i en un 7% no eren unitats familiars. En el 4,8% dels habitatges hi vivien persones soles l'1,8% de les quals corresponia a persones de 65 anys o més que vivien soles. El nombre mitjà de persones vivint en cada habitatge era de 4,85 i el nombre mitjà de persones que vivien en cada família era de 4,93.
Per edats la població es repartia de la següent manera: un 43,5% tenia menys de 18 anys, un 12,1% entre 18 i 24, un 26,9% entre 25 i 44, un 13,1% de 45 a 60 i un 4,4% 65 anys o més.
L'edat mediana era de 21 anys. Per cada 100 dones de 18 o més anys hi havia 111,1 homes.
La renda mediana per habitatge era de 22.885 $ i la renda mediana per família de 23.109 $. Els homes tenien una renda mediana de 20.089 $ mentre que les dones 12.500 $. La renda per capita de la població era de 6.415 $. Entorn del 33,1% de les famílies i el 36,9% de la població estaven per davall del llindar de pobresa.

## Poblacions més properes
El següent diagrama mostra les poblacions més properes.